# Stefano Layeni
Stefano Olubunmi Layeni (Castiglione delle Stiviere, 10 de março de 1982) é um futebolista italiano que atua como goleiro.

## Carreira
Descendente de nigerianos, Layeni foi revelado no Montichiari em 1998 e foi alçado ao time principal em 2000, aos 18 anos, tendo realizado seis jogos. Em 2001, assinou com o Como, então na segunda divisão italiana, para ser o terceiro goleiro. Promovido para a segunda opção no gol dos Lariani em 2003-04, realizou 17 jogos no total.
Contratado pelo Prato em 2004, desbancando o antigo titular Americo Gambardella, mas o clube acabaria contratando outro goleiro, Renato Piovezan, em 2006. Posteriormente, Layeni seria emprestado para Sassari Torres, Venezia e AlbinoLeffe antes de regressar aos Biancazzurri em 2011.

## Problemas com racismo
Apesar de ser italiano de nascimento, Layeni foi insultado pela torcida da Lazio no jogo entre o clube romano e o AlbinoLeffe, pela Copa da Itália. Toda vez que o goleiro, que é filho de nigerianos, pegava na bola, os torcedores da Lazio (principalmente os da "Curva Nord") faziam sons de macaco, mas a partida não foi interrompida. A equipe da capital italiana venceu por 3 a 0 (gols de Javier Garrido, Guglielmo Stendardo e Simone Del Nero).

## Links
- Perfil de Layeni - Tuttocalciatori.com (em italiano)